# B̈
Cette page contient des caractères spéciaux ou non latins. S’ils s’affichent mal (▯, ?, etc.), consultez la page d’aide Unicode.
B̈ (minuscule : b̈), appelé B tréma, est un graphème utilisé comme lettre latine additionnelle dans la romanisation de l’écriture manichéenne. Elle est aussi utilisée dans l’écriture du polonais selon l’orthographe initial de Stanisław Zaborowski au XVIe siècle. Elle est formée de la lettre B diacritée d’un tréma suscrit. 

## Utilisation
Dans la romanisation de l’écriture manichéenne, ‹ b̈ › translittère le bheth ‹ 𐫂 ›. 

## Représentations informatiques
Le B tréma peut être représenté avec les caractères Unicode suivants :
- décomposé (latin de base, diacritiques) :

| Formes    | Représentations | Chaînes de caractères | Points de code | Descriptions                                |
| --------- | --------------- | --------------------- | -------------- | ------------------------------------------- |
| capitale  | B̈               | B◌̈                    | U+0042 U+0308  | lettre majuscule latine b diacritique tréma |
| minuscule | b̈               | b◌̈                    | U+0062 U+0308  | lettre minuscule latine b diacritique tréma |